# 314
Cette page concerne l'année 314  du calendrier julien. Pour l'année 314 av. J.-C., voir 314 av. J.-C. Pour le nombre 314, voir 314 (nombre).
L'année 314 est une année commune commençant un vendredi.

## Événements

### Empire romain: christianisme et question du donatisme
- 31 janvier : Sylvestre Ier est élu évêque de Rome[1] (fin en 335) après la mort de Miltiade. Il commence à organiser l’Église chrétienne, qui vient d'être autorisée par l'édit de Milan (313) et qui sort d'une semi-clandestinité.
- 15 février : le proconsul Aelianus[réf. nécessaire] proclame l'innocence de Felix d'Abthugni, accusé de trahison (traditio) par les donatistes, à l'issue de l'enquête menée par des agents impériaux à Carthage[2].
- 1er août : ouverture du concile d'Arles, convoqué par l’empereur Constantin pour régler la question de la réadmission dans l’Église des chrétiens qui ont sacrifié aux dieux païens pendant la persécution. Le concile, présidé par l'évêque Marinus, confirme l'élection de l'évêque de Carthage Caecilianus contre les donatistes. Il reconnaît le service armé comme un devoir du chrétien et fixe la date officielle de Pâques[1]. L’Église officielle est autorisée à disposer de la police impériale pour venir à bout du donatisme[3].

- Hiver : Constantin fait venir une délégation des donatistes à Trèves (capitale de la préfecture du prétoire des Gaules) pour les convaincre[réf. nécessaire][4] de l'erreur de leur opposition à l'évêque Caecilianus[1].

### Empire romain: vie politique et sociale
- Institution (probable) du chrysargyre, impôt sur le commerce et l'industrie dans l'Empire romain levé tous les quatre ans, attesté pour la première fois en 325-326[5].

## Naissances en 314
- 7 août : Constantin II, empereur romain.

## Décès en 314
- 11 janvier : Miltiade, évêque de Rome[6]